# 삼종세간
3종세간(三種世間,
영어: three types of worlds) · 3세간(三世間) · 3가지의 세간 또는 3종세계(三種世界) · 3가지의 세계는 다음의 분류, 그룹 또는 체계의 한 요소이다.
- 세간(世間)에 대한 2종세간(二種世間) · 3종세간(三種世間) · 5종세간(五種世間) 등의 여러 분류체계 가운데 하나이다.
- 2종세간은 중생(衆生) · 비중생(非衆生)의 2종세간 또는 유정세간(有情世間) · 기세간(器世間)의 2종세간을 말하며, 부파불교와 대승불교 모두에서 설하는 분류체계이다.
- 3종세간은 대승불교와 남방 상좌부불교, 그리고 힌두철학의 수론학파(數論學派) 즉 삼키아 학파에서 설하는 분류체계이다.
- 2종세간 · 3종세간은 여래10호 가운데 하나인 세간해(世間解)에 대한 설명, 108삼매(百八三昧) 가운데 하나인 능조일체세간삼매(能照一切世間三昧)에 대한 설명, 또는 5온과 '나[神, 아트만, 정신]'에 대한 설명의 문맥에서 주로 언급되거나 설해진다. 화엄종의 경우 《60화엄》의 〈제33품 이세간품(離世間品)〉의 문맥에서 언급되고 설해진다. 〈제33품 이세간품(離世間品)〉 다음에 〈제34품 입법계품(入法界品)〉이 설해진다.

3종세간으로는 다음의 것들이 있다.
- 중관학파와 천태종의 중생세간(衆生世間) · 국토세간(國土世間) · 5온세간(五蘊世間)
- 남방 상좌부불교의 행세간(行世間) · 중생세간(衆生世間) · 처세간(處世間)
- 화엄종의 기세간(器世間) · 중생세간(衆生世間) · 지정각세간(智正覺世間)
- 힌두철학의 수론학파의 천상세간(天上世間) · 인간세간(人間世間) · 수도세간(獸道世間)

## 개요
보다 자세히 열거하면, 3종세간(三種世間,
영어: three types of worlds)으로는 다음의 것들이 있다.
- 3종세간은 대승불교의 중관학파의 개조 용수(150?~250?)의 《대지도론》 제47권과 제70권에 설하는 중생세간(衆生世間) · 국토세간(國土世間) · 5중세간(五衆世間)을 말한다.[9][10][11][12][13] 중생세간은 가명세간(假名世間)이라고도 한다. 국토세간은 주처세간(住處世間)이라고도 하며 기세간(器世間)이라고도 한다. 5중세간은 5음세간(五陰世間) 또는 5온세간(五蘊世間)이라고도 하는데, 이것은 5중(五衆)이 5음(五陰)의 동의어이며, 5중과 5음은 모두 5온(五蘊)의 구역어이기 때문이다.

- 3종세간은 천태종의 담연(711~782)의 《지관보행전홍결》 제5권 등에서 설하는 중생세간(衆生世間) · 국토세간(國土世間) · 오음세간(五蘊世間)을 말한다. 5음(五陰)은 천태종의 논서들에서 사용한 5온(五蘊)의 구역어이다. 따라서, 《대지도론》의 3종세간과 동일하다.[14]
- 3종세간은 남방 상좌부불교의 부다고사(5세기)의 《선견율비바사》 제4권에서 설하는 행세간(行世間) · 중생세간(衆生世間) · 처세간(處世間)을 말한다.[15][16]

- 3종세간은 화엄종의 의상(625~702) · 법장(643~712) 등의 논서에서 설하는 기세간(器世間) · 중생세간(衆生世間) · 지정각세간(智正覺世間)를 말한다. 지정각세간은 지정세간(智正世間)이라고도 한다.[17]

- 3종세간은 힌두철학의 수론학파(數論學派)에서 세운 천상세간(天上世間) · 인간세간(人間世間) · 수도세간(獸道世間)을 말한다.

3종세간(三種世間)의 문자 그대로의 뜻은 '3가지 유형 또는 종류의 세간'으로 하나의 세간 즉 세계를 세 측면에서 구분한 것이다. 대승불교의 3종세간은 동일한 하나의 세계를 3가지 관점에서 바라보아 세 유형으로 나눈 것이다. 세간(世間)은 무위이자 무루인 출세간(出世間)에 상대되는 개념으로, 유루 · 무루의 유위의 세계를 말한다. 교학적인 면에서 보면, 출세간은 무위의 세계를, 세간은 유위의 세계를 말한다. 실천적인 면에서 보면, 출세간은 무루를, 세간은 유루를 말한다. 다만 화엄종의 3종세간에서 지정각세간 또는 지정세간은 부처들의 세계이기 때문에 실제로는 출세간에 해당한다. 힌두철학의 수론학파의 3종세간은 동일한 하나의 세계를 중생 즉 유정의 유형에 따라 구분한 것으로, 불교의 5취 또는 6도의 구분과 맥락을 같이 한다.
불교의 3종세간 가운데 중생세간(衆生世間)은 동일한 하나의 세계를 중생 즉 유정이라는 관점에서 나눈 것으로 5취 또는 6도에 해당하고, 기세간 또는 국토세간은 동일한 하나의 세계를 유정이 거주하는 산하대지 등의 물질적 · 자연적 시스템 즉 물리적 우주공간이라는 관점에서 나눈 것으로 3계에 해당하고, 5온세간 또는 지정각세간(智正覺世間)은 동일한 하나의 세계를 5온이 공하다는 무아의 이치를 깨닫는다는 관점 즉 '깨달음에 들어가는[入法界]' 길[離世間]의 관점에서 나눈 것으로 4향4과 · 9지 · 10지 · 42현성 · 52위 등의 수행계위에 해당한다.

## 같이 보기
- 세간
- 2종세간
- 5종세간
- 3계: 욕계 · 색계 · 무색계
- 6도: 지옥도 · 아귀도 · 축생도 · 아수라도 · 인간도 · 천상도
- 수행계위
- 98수면

## 참고 문헌
- 곽철환 (2003). 《시공 불교사전》. 시공사 / 네이버 지식백과. |title=에 외부 링크가 있음 (도움말)
- 용수 지음, 구마라습 한역, 김성구 번역 (K.549, T.1509). 《대지도론》. 한글대장경 검색시스템 - 전자불전연구소 / 동국역경원. K.549(14-493), T.1509(25-57). |title=에 외부 링크가 있음 (도움말)
- 운허.  동국역경원 편집, 편집. 《불교 사전》. |title=에 외부 링크가 있음 (도움말)
- (영어) DDB. 《Digital Dictionary of Buddhism (電子佛教辭典)》. Edited by A. Charles Muller. |title=에 외부 링크가 있음 (도움말)
- (중국어) 담연 술 (T.1912). 《지관보행전홍결(止觀輔行傳弘決)》. 대정신수대장경. T46, No. 1912, CBETA. |title=에 외부 링크가 있음 (도움말)}
- (중국어) 佛門網. 《佛學辭典(불학사전)》. |title=에 외부 링크가 있음 (도움말)
- (중국어) 星雲. 《佛光大辭典(불광대사전)》 3판. |title=에 외부 링크가 있음 (도움말)
- (중국어) 용수 조, 구마라습 한역 (T.1509). 《대지도론(大智度論)》. 대정신수대장경. T25, No. 1509, CBETA. |title=에 외부 링크가 있음 (도움말)}
- (중국어) 의상 조 (T.1887A). 《화엄일승법계도(華嚴一乘法界圖)》. 대정신수대장경. T45, No. 1887A, CBETA. |title=에 외부 링크가 있음 (도움말)}
- (중국어) 혜원 찬 (T.1851). 《대승의장(大乘義章)》. 대정신수대장경. T44, No. 1851, CBETA. |title=에 외부 링크가 있음 (도움말)